# Мануель Бенет
Мануель Бенет Новейя (ісп. Manuel Benet Novella; жовтень 1897, Валенсія) — іспанський художник. Навчався у Вищій шолі мистецтв Сан Карлос у Валенсії. Був членом Групи Z (Grupo Z). За свої роботи отримав різні нагороди, наприклад, срібну медаль на Королівській виставці мистецтв в Барселоні у 1918 році, національну премію з гравюри 1931 року. В 1963 році був професором живопису в Інституті Луїса Вівеса, працював на телебаченні.

## Виставки
В 1938 та 1940 роках відбулися виставки в Інституті мистецтва (The Art Institute), Чикаго. У 1963 році влаштував виставку в галереї «Стиль Валенсії (Estil de Valencia)». В 1964 взяв участь в колективній виставці у Торговому домі Валенсії.